# Kardoskút
Kardoskút is een plaats (község) en gemeente in het Hongaarse comitaat Békés. Kardoskút telt 998 inwoners (2002).